# Sherzod Hidoyatov

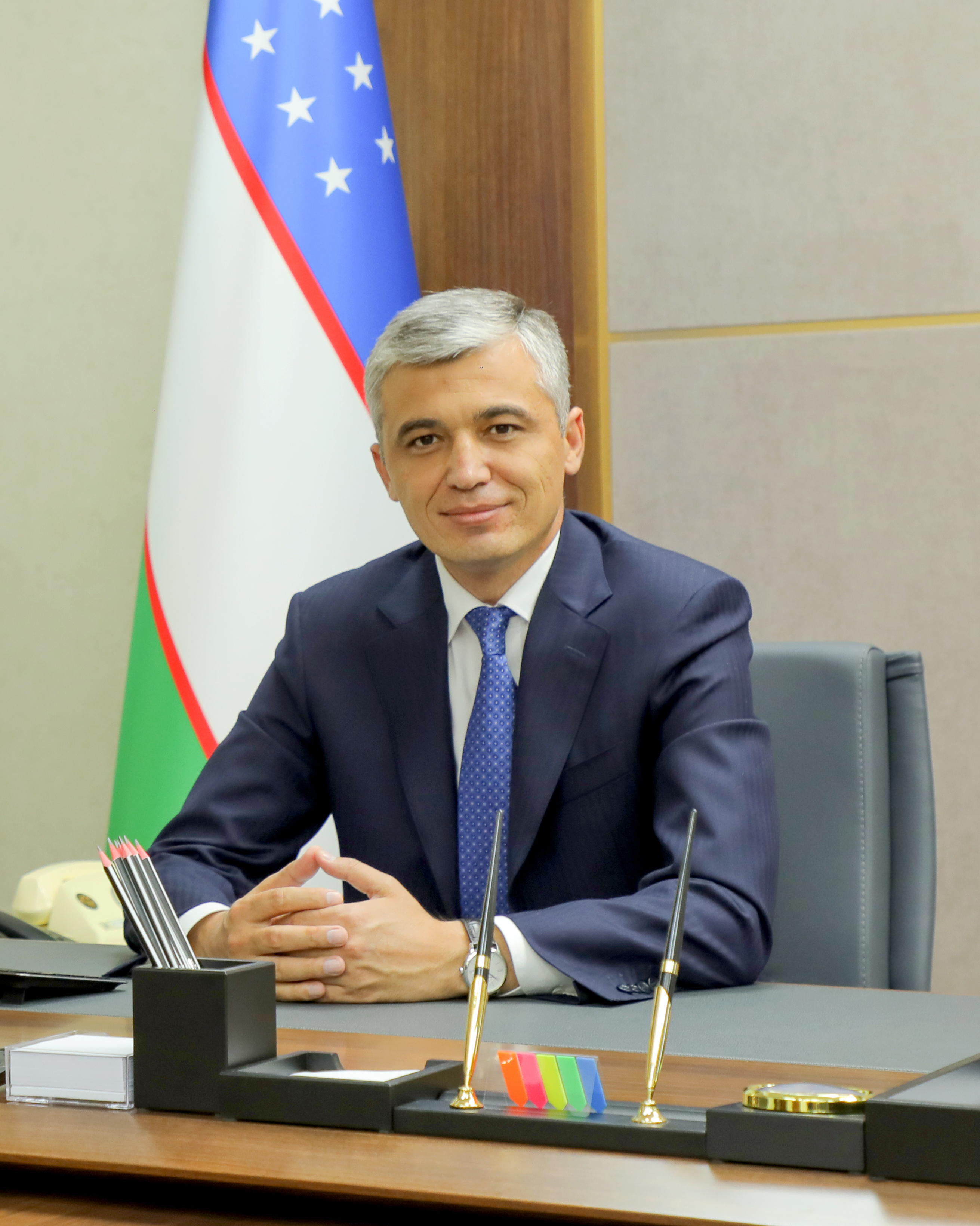
Sherzod Hidoyatov

Sherzod Saidjanovich Hidoyatov (kyrillisch Шерзод Саиджанович Ҳидоятов, geboren 1980 in Taschkent, Usbekistan) ist ein usbekischer Politiker und seit dem 14. Januar 2021 Minister für Wohnungs- und Kommunaldienstleistungen Usbekistans.

## Leben
Im Jahr 2006 absolvierte Hidoyatov die Taschkenter Staatliche Technische Universität. Von 1998 bis 2009 arbeitete er als Berater im Obersten Wirtschaftsgericht der Republik Usbekistan. Im Zeitraum von 2009 bis 2018 bekleidete er verschiedene Positionen bei Unternehmen, wie „Green line profill“, „Nordlink Aluminium Building Materials“, „Neo sun LightI“, „Dream Production“, „Artel Engineering“ und „Durabel Beton“. Ab 2008 war er als Baudirektor bei der Akfa Holding tätig. Im Mai 2018 wurde Sherzod Khidoyatov zum Leiter der Direktion für den Bau und Betrieb von Tashkent City ernannt.
Im August 2019 begann er, als erster stellvertretender Bauminister Usbekistans zu arbeiten. Im Januar 2021 ernannte der Präsident Usbekistans, Shavkat Mirziyoyev, Sherzod Khidoyatov zum Minister für Wohnungs- und Kommunalwirtschaft.

## Auszeichnungen
- Orden „Doʻstlik“ (2018)